# Филип II Филоромей
Филип II Филоромей (на старогръцки: Φίλιππος Β' Φιλορωμαίος; на латински: Philipp II. Philorhomaios, Barypos; гр. Φιλορωμαίος – подигравателно прозвище, букв. „обичащият римляните“ или Барипос (гр. Βαρύπους, „дебелокрак“), * ок. 95 пр.н.е., † ок. 56 пр.н.е.) е владетел от династията на Селевкидите от 69 пр.н.е. до 64/63 пр.н.е., син на Филип I Филаделф († 83 пр.н.е.).
Управлява като клиент на Римската република в Сирия ок. 65 пр.н.е. след Антиох XIII Азиатик. Филип II успява след смъртта на баща му да се задържи в части на Киликия против Тигран II. С арабска помощ той успява да спечели обратно Сирия и да се справи против Антиох XIII и Селевк VII, но е изгонен от римския генерал Помпей Велики през 64/63 пр.н.е. Помпей нарежда убийството на Антиох XIII през 64 пр.н.е. Филип се връща отново в Киликия. Около 56 пр.н.е. той иска да се ожени за египетската царица Береника IV (сестрата на Клеопатра VII), за да се качи на египетския трон, но Рим е против и той е убит по заповед на римския губернатор на Сирия Авъл Габиний.
Филип II е последният известен представител на някога могъщата династия на Селевкидите, след детрониранието си е споменат само веднъж в 56 пр.н.е..